# Umberto Sgarzi
Umberto Sgarzi (Bologna, 17 aprile 1921 – Bologna, 3 gennaio 2017) è stato un pittore italiano, è considerato tra i pittori bolognesi più importanti del XX secolo.

## Biografia
Allievo di Gino Marzocchi, Umberto Sgarzi inizia a collaborare con la rivista Cordelia poco più che ventenne.
Chiamato alle armi allo scoppio della seconda guerra mondiale, fu' arruolato come Ufficiale dei Granatieri di Sardegna. Orgoglioso di appartenere ai Granatieri, aveva più volte disegnato delle tavole dedicate ai suoi momenti di Granatiere in guerra. 
Dopo la Guerra, lavora come illustratore per alcune case editrici (Mondadori, Rizzoli).
Durante gli anni Cinquanta, espone le sue prime tele in Italia e, successivamente, in vari paesi esteri. Fra le città dove ha tenuto mostre (personali e collettive) si possono citare: Milano, Amsterdam, New York e Mosca.
Giuseppe Pittano definisce le opere di Sgarzi come una "confessione d’amore per quella verità lirica che (...) si chiama gioia di comunicare".

## Mostre principali
- 1971 Casa Italia - Caracas
- 1977 Istituto Italiano di Cultura - Amsterdam
- 1978 Banco di Roma - Bruxelles